# Виндзор, Джордж, граф Сент-Эндрюс
Джордж Виндзор, граф Сент-Эндрюс (англ. George Philip Nicholas Windsor, Earl of St Andrews, род. 26 июня 1962) — старший сын герцога Кентского Эдварда и Екатерины, герцогини Кентской.

## Биография
Джордж Виндзор — старший сын герцога Кентского Эдварда и его супруги Екатерины, урождённой Уорсли родился 26 июня 1962 года. По отцу — правнук короля Великобритании Георга V и королевы Марии Текской.
Джордж получил образование в Итонском колледже и Даунинг-колледже в Кембридже. Бывший дипломат, является попечителем детских благотворительных организаций, в том числе фонда гражданской дипломатии Next Century Foundation. Член Международной Ассоциации по исследованию рака.

### Брак
9 января 1988 года женился на разведённой Сильване Томассели в Эдинбурге. У пары родилось трое детей:
- Эдвард Виндзор, барон Даунпатрик (род. 2 декабря 1988);
- Марина Шарлотта Виндзор (род. 30 сентября 1992);
- Амелия Виндзор (род. 24 августа 1995)

По той причине, что Сильване принадлежит к римско-католической религии, граф Сент-Эндрюс с момента вступления в брак и до марта 2015 был исключён из списка наследования трона Великобритании и шестнадцати доминионов. После изменений в британском законодательстве, снявших эти ограничения, граф вновь оказался в списке престолонаследников (на 2025 год — 43-й).
После смерти отца граф Сент-Эндрюс унаследует титул герцогов Кентских. После него герцогом Кентским станет его единственный сын Эдвард, барон Даунтпатрик.

### Титул
- 26 июня 1962 — граф Сент-Эндрюс